# Richard Rüdinger
Richard Rüdinger, auch „Döte“ genannt, war ein deutscher Fußballspieler.

## Karriere
Rüdinger gehörte von 1902 bis 1916 dem FC Stuttgarter Cickers als Rechter Außenläufer an, für den er in den vom Verband Süddeutscher Fußball-Vereine, ab 1914 in den vom Süddeutschen Fußball-Verband organisierten Meisterschaften im Bezirk Württemberg, ab der Folgesaison im Gau Schwaben in der jeweils regional höchsten Spielklasse Punktspiele bestritt. Während seiner Vereinszugehörigkeit gewann er mit der Mannschaft zehn regionale Meisterschaften, darunter zweimal die Süddeutsche Meisterschaft. Mit diesen beiden Erfolgen war er jeweils als Teilnehmer an der Endrunde um die Deutsche Meisterschaft qualifiziert. Mit der Mannschaft erreichte er zunächst das am 7. Juni 1908 in Berlin angesetzte Finale gegen den BTuFC Viktoria 89, nachdem er alle drei Endrundenspiele und das mit 5:2 gewonnene Wiederholungsspiel gegen den Freiburger FC – die Begegnung zuvor wurde annulliert – bestritten hatte. Das Finale auf dem Germania-Platz vor 4.000 Zuschauern wurde mit 1:3 verloren. Bei seiner zweiten Endrundenteilnahme bestritt er lediglich das am 20. April 1913 in Frankfurt am Main gegen den Duisburger SpV mit 1:2 verlorene Viertelfinalspiel.

## Erfolge
- Finalist Deutsche Meisterschaft 1908
- Süddeutscher Meister 1908, 1913
- Südkreismeister 1908, 1913
- Schwäbischer Meister 1904, 1905, 1906, 1907, 1908
- Württembergischer Meister 1903

## Sonstiges
- Rüdinger, mit Beginn des Ersten Weltkriegs zum Wehrdienst herangezogen, kehrte schwer verletzt aus diesem in seine Heimat zurück.
- 1924 erhielt Rüdinger den Wanderpreis der Stuttgarter Kickers.